# A nyugalom tengere
A nyugalom tengere (hangul: 고요의 바다, Kojoi pada, RR: Goyoui bada; angol címén: The Silent Sea) 2021-ben bemutatott dél-koreai televíziós sorozat, melyet a Netflix gyártott. A főbb szerepekben Pe Duna (Bae Doona), Kong Ju (Gong Yoo) és I Dzsun (Lee Joon) látható. A sorozat alapjául Cshö Hangjong ( Choi Hang-yong) The Sea of Tranquility című rövidfilmje szolgált.

## Cselekmény
|  | Alább a cselekmény részletei következnek! |

A cselekmény a jövőben játszódik, amikor is a Föld lakossága vízhiánnyal és élelmiszerhiánnyal küzd, elsivatagosodás következtében. A tudósok azon dolgoznak, hogyan lehetne vizet szerezni. Szong Dzsian (Song Ji-An) asztrobiológust néhány társával a Holdra küldik, hogy hozzanak el egy mintát a koreai holdbázisról, ahol 5 évvel korábban halálos kimenetelű balesetben mindenki meghalt. A csapatot Han Jundzse (Han Yun-Jae) kapitány vezeti. Landolás előtt az űrhajójuk elromlik, majd egy szakadékba zuhan, így a csapat gyalog közelíti meg az űrállomást. Kiderül, hogy a minta, amit vissza kell vinniük egy olyan, vízszerű anyagot tartalmaz, amely képes megtöbbszörözni önmagát, ha élő sejthez ér, azonban az illető meghal, ha kapcsolatba kerül az anyaggal. Az állomáson rátalálnak egy kislányra, aki immunisnak tűnik az anyagra, azonban a csapatot egy áruló is fenyegeti.
|  | Itt a vége a cselekmény részletezésének! |

## Szereplők
- Pe Duna (Bae Duna) mint Dr. Szong Dzsian (Song Ji-an)
- Kong Ju (Gong Yoo) mint Han Jundzse (Han Yun-jae) kapitány
- I Dzsun (Lee Jun) mint  Rju Theszok (Ryoo Tae-seok) hadnagy
- Kim Szonjong (Kim Seon-yeong) mint Dr. Hong Gajong (Hong Ga-Yeong)
- Kim Sia mint Luna 073

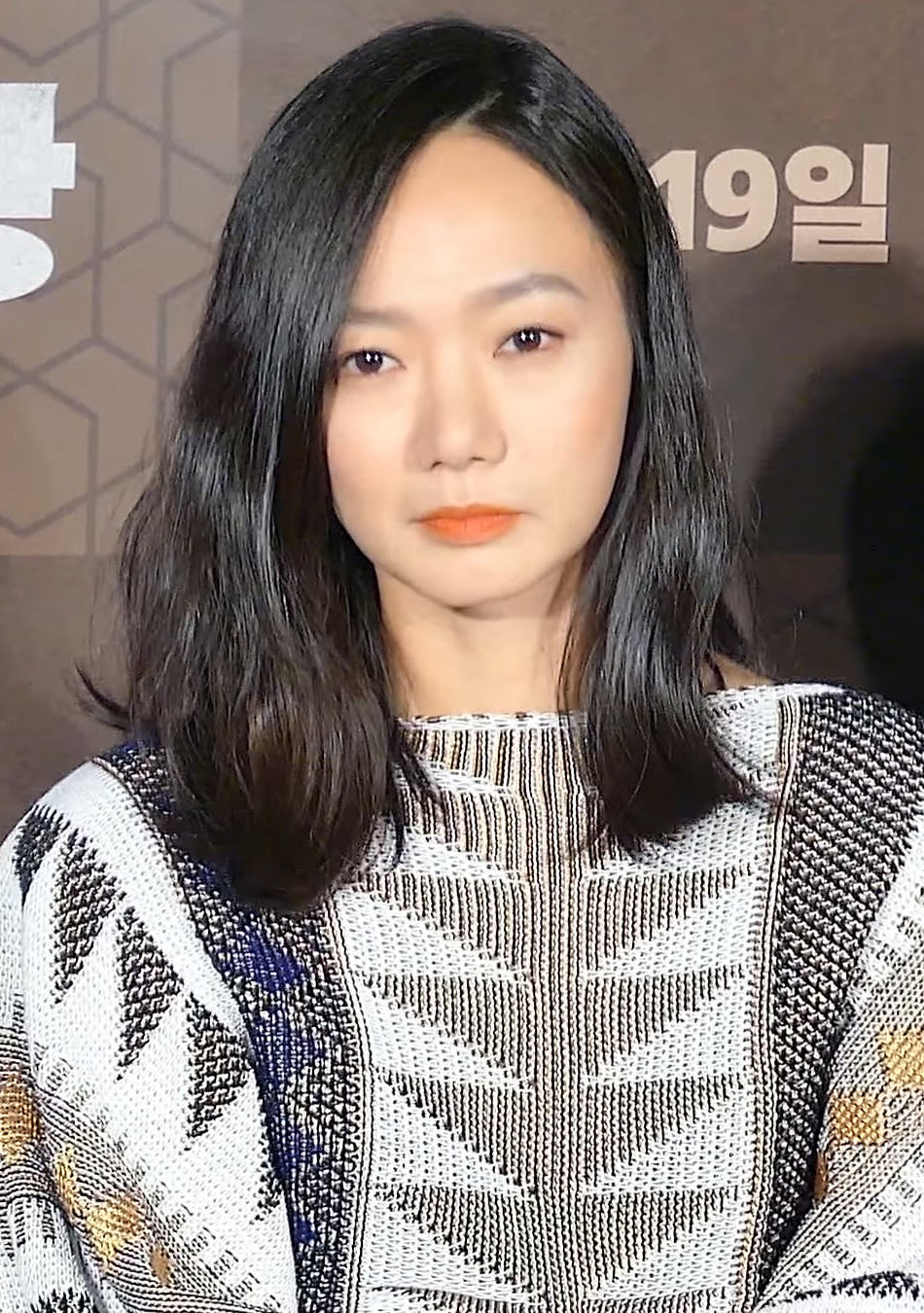
Pe Duna (Bae Duna)
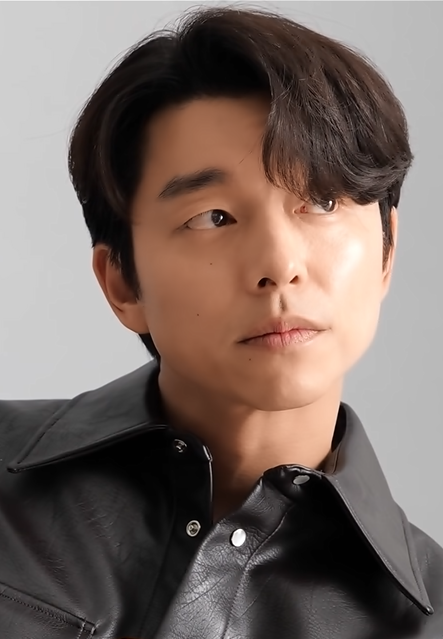
Kong Ju (Gong Yoo)
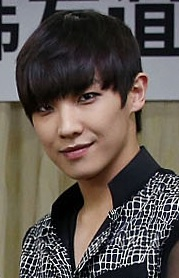
I Dzsun (Lee Jun)